# 沙白 (詩人)
沙白（1944年—），本名涂秀田，台灣詩人、牙醫師。臺灣屏東縣出生，目前定居於高雄市。大學就讀於高雄醫學院牙醫系，東京大學牙醫學系研究所、哈佛大學牙醫學院研究所肄業。 時任高醫大阿米巴詩社、大海洋詩社社長，曾參與笠詩社、心臟詩社等文學團體。著有詩集、童詩集、散文集等若干。曾以童詩集《星星愛童詩》獲第七屆高雄市文藝獎（兒童文學類）等獎項。 2022年，獲真理大學頒發第26屆台灣文學家牛津獎。

## 文字風格
早期作品受現代主義影響，後轉而關照現實。 
朱沉冬認為沙白「探求一種純美」，林煥彰評論其「表達一個成人從現實世界裡，尋找到自己『心裡故鄉』」。詩作時以「純真的言語」、「無限的想像和童真」取代「情感的堆砌」。

## 作品
沙白的創作包含現代詩、童詩、散文等。

### 詩集
- 《河品》（現代詩社，1966）
- 《太陽的流聲》（笠詩社，1986）
- 《靈海》（臺一社：1990）
- 《空洞的貝殼》（臺一社，1990）

### 散文集
- 《沙白散文集》（林白出版社，1988）

### 詩文集
- 《沙白詩文集》（春暉出版社，2020）

### 童詩集
- 《星星亮晶晶》（臺一社，1986初版；2021二版，ISBN 9786269512249）
- 《星星愛童詩》（臺一社，1987）
- 《唱歌的河流》（臺一社，1990初版；2021二版，ISBN 9786269512232）

### 傳記文學
- 《不死鳥 田中角榮》（西北出版社，1984）

### 牙科專業著作
- 《快樂的牙齒》（台灣省政府教育廳兒童讀物出版部，1993，ISBN 9576541158）
- 《牙科知識》（臺一牙科診所，1987初版；1988二版，ISBN 9786269512232）

### 中英雙語著作
- 陳靖奇譯，《河品 Hepin. So the Stream》（臺一出版社，2023，ISBN 9786269512263）
- 陳靖奇譯，《戰爭與和平 War and Peace》（臺一出版社，2023，ISBN 9786269512256）
- 陳靖奇譯，《盛開的詩花 Flower of Poetry are Blooming》（臺一出版社，2023，ISBN 9786269512270）
- 陳靖奇譯，《靈海．沙白詩文集 The Spiritual Sea / A Collection of Sar Po's Prose and Poetry》（臺一出版社，2023，ISBN 9786269512287）

## 相關研究與評論
- 第二十六屆臺灣文學家牛津獎暨沙白文學學術研討會論文集（ISBN 978-986-6758-85-0）
- 林政華，〈國際海洋詩人沙白（涂秀田）其人其詩其學簡介〉，《大海洋詩雜誌》103期（2021），頁32-34。